# Панченко Михайло Тихонович
Михайло Тихонович Панченко (нар. 16 лютого 1911 — пом. 13 червня 1959) — сапер 842-го стрілецького полку 240-ї стрілецької дивізії. Рядовий 1-го Українського фронту (Друга світова війна), Герой Радянського Союзу.

## Біографія
Панченко Михайло Тихонович народився у 1911 році в селі Петрівка Полтавської губернії в селянській родині. Закінчив семирічну школу. Працював у радгоспі «Великобагачанський», а потім на Глобинському цукровому комбінаті. Брав участь у боях проти фашистських загарбників з липня 1941 року. Воював на Воронезькому і 1-му Українському фронтах.
Указом Президії Верховної Ради СРСР від 29 жовтня 1943 року за мужність і відвагу, проявлені при форсуванні Десни і Дніпра, саперу 842-го стрілецького полку 240-ї стрілецької дивізії рядовому М. Т. Панченко присвоєно звання Героя Радянського Союзу.
Нагороджений орденом Леніна, низкою медалей.
У 1944 році після важкого поранення Герой був демобілізований, повернувся в рідне село, працював головою колгоспу. У 1959 році Михайло Тихонович Панченко помер. Похований в селі Петрівка Глобинського району.

## Нагороди
- Медаль «Золота Зірка» Героя Радянського Союзу (№ 4491)
- Орден Леніна
- а також медалі.

## Вшанування пам'яті
- На могилі Героя Радянського Союзу М. Т. Панченка в 1971 році встановлено памятник.
- Іменем Героя названа Петрівська загальноосвітня школа I—II ступенів.